# Désirée Gay
Pour les personnes ayant le même nom de famille, voir Gay et Veret.

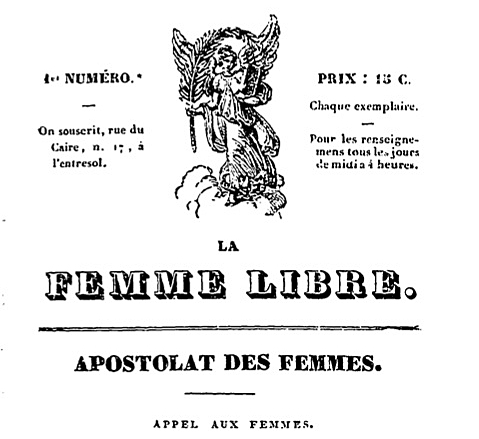
Entête couverture du n°1 du premier journal réalisé et écrit par des femmes, 1832.

Désirée Gay, née Désirée Véret le 4 avril 1810 à Paris et morte le 22 décembre 1897 à Bruxelles, est une féministe et socialiste française.

## Biographie
Jeanne Désirée Véret, née dans une famille ouvrière, travaille comme couturière avant de s'engager dans le saint-simonisme en 1831. En août 1832, avec Marie-Reine Guindorf, elle fonde La Femme libre, en réaction à l'exclusion des femmes du processus décisionnel parmi les Saint-simoniens,. Elle jure de combattre pour la « liberté des femmes » avant tout autre combat. À la fin du même été, elle rencontre Charles Fourier et Victor Considerant.
En 1833, Désirée Véret part travailler en Angleterre. Là, elle se lie avec les disciples du socialiste Robert Owen, parmi lesquels Jules Gay, défenseur de l'égalité sociale et sexuelle. Durant cette époque, elle joue le rôle d'intermédiaire entre les disciples d'Owen, les Saint-Simoniens et Charles Fourier. De retour en France au bout de deux ans, elle travaille à Dieppe comme couturière, avant de retourner à Paris. C'est là qu'elle a une brève liaison avec Victor Considerant, avant d'épouser à la fin de 1837 Jules Gay, avec lequel elle a deux enfants, Jean au début de 1838 et Owen en 1842. C'est alors qu'elle prend le nom sous lequel elle est généralement connue : Désirée Gay.
En 1840, avec son mari, elle tente de fonder une école à Châtillon-sous-Bagneux dont le but est de donner une éducation physique et morale à des enfants très jeunes, mais ils échouent, probablement faute de capitaux.
Après la Révolution française de 1848, Désirée Gay se jette sur la scène publique. Elle adresse des lettres et pétitions au gouvernement provisoire afin de lui demander de faire passer des lois libérales sur le divorce, d'améliorer la condition des travailleuses et de subventionner des restaurants et blanchisseries permettant aux femmes d'être financièrement indépendantes. Désirée Gay est élue à l'unanimité déléguée à la Commission des Travailleurs, qui siège au palais du Luxembourg. De même, des Ateliers nationaux ont été instaurés par le gouvernement pour fournir du travail aux chômeurs et aux chômeuses ; elle est nommée chef de division de la Cour des fontaines, mais les ateliers sont ouverts uniquement aux femmes travaillant dans le textile, et elles sont payées un salaire de misère. Écartée peu après, elle collabore, en mars et en avril, à La Voix des femmes, journal féministe fondé par Jeanne Deroin et Eugénie Niboyet. La publication doit bientôt cesser de paraître, mais Désirée Gay fonde avec Jeanne Deroin l'Association mutuelle des femmes et un nouveau journal, La Politique des Femmes, qui n'a que deux numéros, puis L'Opinion des femmes. Alors que les deux femmes avaient réussi, en août, à obtenir 12 000 francs de l'Assemblée nationale pour fonder une association de couturières de sous-vêtements féminins, Désirée Gay choisit de ne pas prendre part à l'établissement de l'organisation. Elle se retire de l'action militante à la fin de 1849 et, l'année suivante, reprend son travail de couturière,.
Grâce à l'argent de vieux amis saint-simoniens, elle fonde une mercerie rue de la Paix et reçoit un prix pour son travail lors de l'exposition universelle de Paris de 1855. Son époux travaille, de son côté, comme libraire et imprimeur, spécialisé dans la « littérature galante », mais les contraintes de la censure les contraignent à émigrer à Bruxelles en 1864. Là, ils deviennent membres de l'Association internationale des travailleurs, Désirée Gay devenant même présidente de la section féminine en 1866. S'intéressant toujours aux questions liées à l'enfance et à l'éducation, elle publie aussi en 1868 un manuel pour les jeunes mères intitulé Éducation rationnelle de la première enfance. En 1869, ils s'installent à Genève, puis à Turin, avant de retourner à Bruxelles en 1876,.
Désirée Gay perd à Bruxelles ses deux fils en 1883, puis son mari en 1887.  Devenue aveugle, elle a l'occasion en 1890 de renouer, par la voie épistolaire, avec Considerant. Cette correspondance cesse au milieu de 1891. On sait que Considerant ne l'a pas rencontrée lors du voyage qu'il a fait à Bruxelles en novembre.
Désirée Gay meurt en 1897 à Bruxelles, 136 boulevard du Midi, à l'âge de 87 ans,.